# Vagonett

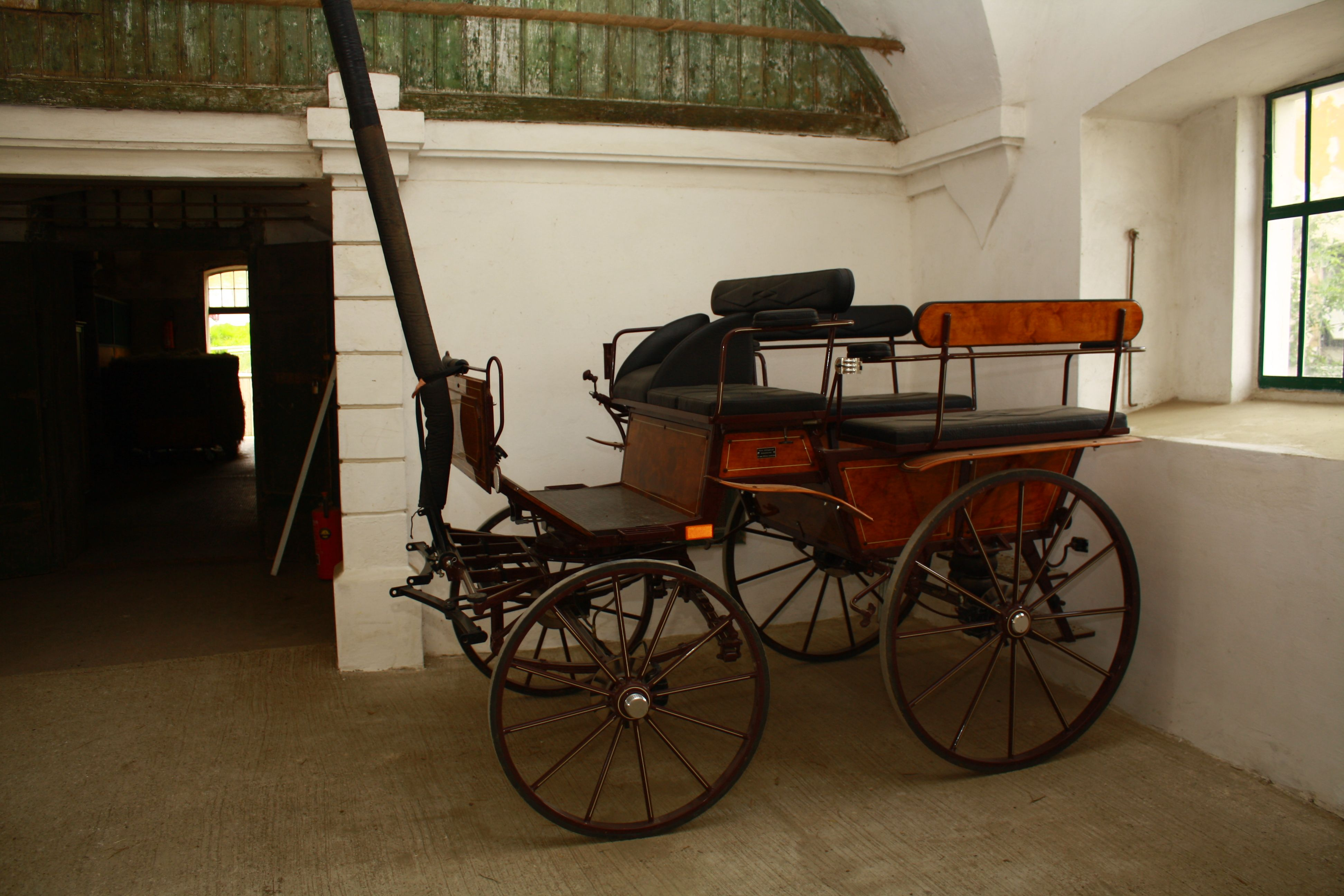
Vagonett

Vagonett är en relativt lätt hästvagn som rymmer många personer och därför på sin tid en populär utflykts- och familjevagn. Vagonetten kan ta fyra-åtta passagerare på två längsgående säten samt en passagerare vid sidan av kusken. Påstigningen sker via ett fotsteg bak. Ibland förväxlas vagonett med charabang.